# Assassinato de James Byrd Jr.
James Byrd Jr. (2 de maio de 1949 – 7 de junho de 1998) foi um homem afro-americano assassinado por três homens, dois dos quais eram declarados supremacistas brancos, em Jasper, Texas, em 7 de junho de 1998. Shawn Berry, Lawrence Brewer e John King o arrastaram por 5 quilômetros atrás de uma caminhonete Ford por uma estrada de asfalto. Byrd, que permaneceu consciente durante grande parte de seu sofrimento, foi morto aproximadamente na metade do arrastamento quando seu corpo atingiu a borda de um bueiro, decepando seu braço direito e cabeça. Os assassinos continuaram dirigindo por mais 2,4 quilômetros antes de descartarem seu torso em frente a um cemitério de negros.
Brewer e King foram os primeiros homens brancos a serem executados por matar uma pessoa negra no Texas desde a reinstauração da pena de morte nos anos 1970. Em 2001, o linchamento por arrastamento de Byrd levou o estado do Texas a aprovar uma lei de crimes de ódio, que posteriormente levou o Congresso dos Estados Unidos a aprovar a Lei de Prevenção de Crimes de Ódio de Matthew Shepard e James Byrd Jr. [en] em 2009. Brewer foi executado por injeção letal por sua participação no assassinato em 21 de setembro de 2011. King foi executado por injeção letal na penitenciária estadual em Huntsville, Texas, em 24 de abril de 2019. Berry foi condenado à prisão perpétua e será elegível para liberdade condicional em 2038.

## Contexto
James Byrd Jr. nasceu em 2 de maio de 1949, em Beaumont, Texas, sendo o terceiro de nove filhos de Stella Mae Sharp e James Byrd Sr. Sua mãe era professora de escola dominical e seu pai era diácono na Igreja Greater New Bethel. Byrd formou-se na Jasper Rowe High School em 1967, a última classe segregada. Após a formatura, ele se casou e teve três filhos: Renee, Ross e Jamie. Entre 1969 e 1996, Byrd foi preso várias vezes por diversos crimes, incluindo roubo, falsificação e violação de liberdade condicional. Ele trabalhava como vendedor de aspiradores de pó. Byrd era primo de Dennetta Lyles King, que foi a primeira esposa de Rodney King e mãe de sua filha Lora King.
Ross Byrd, o único filho homem de Byrd, envolveu-se com a organização "Murder Victims' Families for Reconciliation", que se opõe à pena capital. Ele fez campanha para poupar a vida dos assassinos de seu pai e apareceu brevemente no documentário Deadline.

## Assassinato
Em 7 de junho de 1998, Byrd, aos 49 anos, aceitou uma carona de Shawn Berry (23 anos), Lawrence Brewer (31 anos) e John King (23 anos). Berry, que estava dirigindo, conhecia Byrd da cidade. Em vez de levar Byrd para casa, os três homens o levaram para uma estrada rural remota fora da cidade, espancaram-no severamente, e o acorrentaram pelos tornozelos à caminhonete deles antes de arrastá-lo por cerca de 3
 milhas (5 quilômetros) na Huff Creek Road (County Road 278). Brewer afirmou posteriormente que a garganta de Byrd havia sido cortada por Berry antes de ele ser arrastado. No entanto, evidências forenses sugerem que Byrd estava tentando manter a cabeça erguida enquanto era arrastado, e uma autópsia indicou que Byrd estava vivo durante grande parte do arrastamento. Byrd morreu aproximadamente na metade do trajeto, quando seu braço direito e cabeça foram decepados ao atingir um bueiro. Embora quase todas as costelas de Byrd estivessem fraturadas, seu cérebro e crânio foram encontrados intactos, sugerindo ainda mais que ele manteve a consciência enquanto era arrastado.
Berry, Brewer e King descartaram os restos mutilados do corpo de Byrd em frente a um cemitério afro-americano na Huff Creek Road e depois foram para um churrasco. Um motorista encontrou os restos decapitados de Byrd na manhã seguinte. Ao longo da área onde Byrd foi arrastado, a polícia encontrou uma chave de fenda com "Berry" escrito nela. Eles também encontraram um isqueiro com a inscrição "Possum", que era o apelido de King na prisão. A polícia identificou 81 locais que continham partes dos restos de Byrd. Como Brewer e King eram conhecidos supremacistas brancos, as autoridades estaduais determinaram que o assassinato foi um crime de ódio. Eles solicitaram a assistência do Federal Bureau of Investigation menos de 24 horas após a descoberta dos restos de Byrd. O agente especial responsável pelo escritório do FBI em Houston disse que eles estavam ajudando devido às "circunstâncias extremas" do caso.
Berry, Brewer e King foram julgados e condenados pelo assassinato de Byrd. Brewer e King receberam a pena capital, enquanto Berry foi condenado à prisão perpétua. Brewer foi executado por injeção letal em 21 de setembro de 2011, e King foi executado em 24 de abril de 2019.

## Perpetradores

### Shawn Berry
Durante o julgamento de Shawn Allen Berry (nascido em 12 de fevereiro de 1975), a promotoria reconheceu que ele não era um supremacista branco, mas argumentou que ele era igualmente responsável pelo assassinato de Byrd, sugerindo que ele poderia ter sido influenciado pelo racismo ou talvez fosse um assassino por prazer.
Talvez algo do que eles estavam dizendo o tenha influenciado. Talvez ele fosse um buscador de emoções... Talvez ele quisesse brincar com uma cascavel e ver o que acontecia.
Os advogados de Berry chamaram três homens negros que o conheciam para testemunhar que ele não era racista. Berry afirmou que Brewer e King foram quase inteiramente responsáveis pelo crime. Ele disse que tentou impedi-los de atacar Byrd até que Brewer ameaçou fazer o mesmo com ele. Brewer, no entanto, testemunhou que Berry havia cortado a garganta de Byrd antes de ele ser amarrado à caminhonete. O júri decidiu que havia evidências mínimas para apoiar essa alegação. Berry também cooperou com a polícia e foi o único perpetrador a mostrar algum remorso. Como resultado, Berry foi condenado à prisão perpétua em vez da pena de morte. Desde 2020, Berry estava em custódia protetiva na Unidade Ramsey do Departamento de Justiça Criminal do Texas, e será elegível para liberdade condicional pela primeira vez em junho de 2038, quando terá 63 anos. Ele passa 23 horas por dia em uma cela, com uma hora para exercício. Berry casou-se com Christie Marcontell por procuração.

### Lawrence Brewer
Lawrence Russell Brewer (13 de março de 1967 – 21 de setembro de 2011) era um supremacista branco que, antes do assassinato de Byrd, havia cumprido pena de prisão por posse de drogas e roubo. Ele recebeu liberdade condicional em 1991. Após violar as condições de sua liberdade condicional em 1994, Brewer voltou para a prisão. De acordo com seu depoimento no tribunal, ele se juntou a uma gangue de prisão supremacista branca com King para se proteger de outros detentos. Brewer e King tornaram-se amigos na prisão Unidade Beto. Um psiquiatra testemunhou que Brewer não parecia arrependido por seus crimes. Durante o julgamento, a promotoria o classificou como um psicopata racista. Brewer foi finalmente condenado e sentenciado à morte. Brewer estava no corredor da morte na Unidade Polunsky, mas foi executado na Unidade Huntsville em 21 de setembro de 2011. No dia anterior à sua execução, Brewer não expressou remorso por seu crime, conforme disse à KHOU 11 News em Houston: "Quanto a arrependimentos, não, eu não tenho arrependimentos. Não, eu faria tudo de novo, para dizer a verdade."
Antes de sua execução, Brewer pediu uma última refeição grande e extensa: dois bifes fritos de frango com molho e cebolas fatiadas; um hambúrguer de três carnes com bacon e queijo; uma omelete de queijo com carne moída, tomates, cebolas, pimentões e jalapeños; uma tigela de quiabo frito com ketchup; meio quilo de carne grelhada com meio pão branco; três fajitas completamente carregadas; uma pizza de carne; um litro de sorvete de baunilha Blue Bell; uma placa de fudge de manteiga de amendoim com amendoins triturados por cima; e três refrigerantes de raiz. Quando a refeição foi apresentada, ele disse às autoridades que não estava com fome e, como resultado, não comeu nada. A refeição foi descartada, levando o senador estadual John Whitmire a pedir às autoridades prisionais do Texas que encerrassem a tradição de 87 anos de oferecer últimas refeições aos condenados. O diretor executivo da agência prisional respondeu que a prática foi encerrada imediatamente.

### John King
John William "Bill" King (3 de novembro de 1974 – 24 de abril de 2019) era amigo de longa data de Berry. Ele foi acusado de espancar Byrd com um bastão e depois arrastá-lo atrás de uma caminhonete até morrer. King, que antes do assassinato havia sido recentemente libertado de uma prisão no Texas, disse que havia sido repetidamente estuprado em grupo na prisão por detentos negros. Ele foi considerado culpado e sentenciado à morte por seu papel no sequestro e assassinato de Byrd, e estava no corredor da morte na Unidade Polunsky.
King tinha várias tatuagens racistas: um homem negro pendurado em uma árvore, símbolos nazistas, as palavras "Orgulho Ariano" e o emblema de uma gangue de detentos supremacistas brancos conhecida como Cavaleiros Confederados da América. Em uma carta interceptada por autoridades da prisão enviada a Brewer, King expressou orgulho pelo crime e disse que percebeu, enquanto cometia o assassinato, que poderia ter que morrer. "Independentemente do resultado disso, fizemos história. Morte antes da desonra. Sieg Heil!" escreveu King. Um oficial investigando o caso também testemunhou que testemunhas disseram que King havia se referido aos The Turner Diaries após espancar Byrd.
Em 21 de dezembro de 2018, a execução por injeção letal de King foi marcada para 24 de abril de 2019. Em 22 de abril de 2019, seus recursos à Corte de Apelações Criminais do Texas e ao Conselho de Indultos e Liberdade Condicional do Texas foram negados. Ele foi executado na Unidade Huntsville em 24 de abril de 2019.

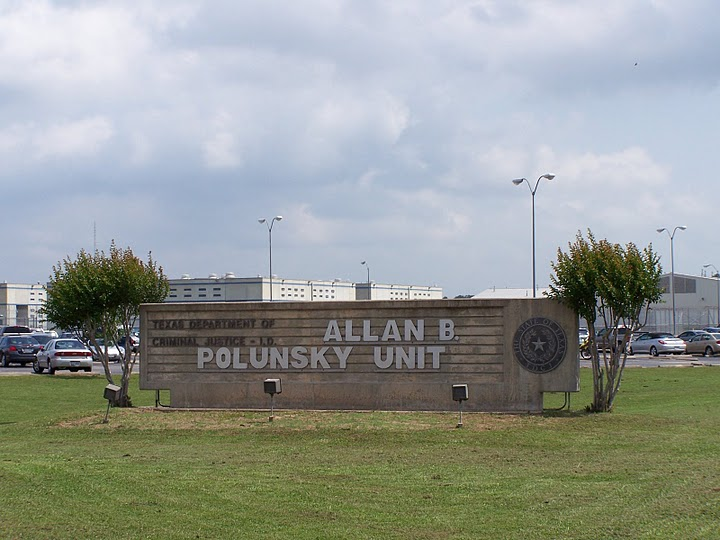
Os perpetradores condenados foram mantidos na Unidade Allan B. Polunsky

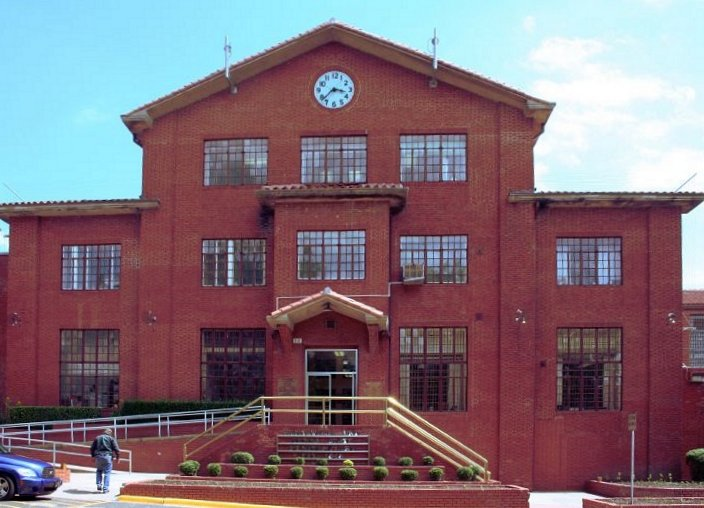
Unidade Huntsville, onde Brewer e King foram executados

## Reações
Diversos aspectos do assassinato de Byrd ecoam as tradições de linchamento nos Estados Unidos que eram comuns no sul pós-Guerra Civil. Esses incluem mutilação ou decapitação e celebrações, como um churrasco ou piquenique, durante ou após um linchamento. O assassinato de Byrd foi fortemente condenado por Jesse Jackson e pelo Centro Martin Luther King Jr. como um ato de racismo cruel. Também trouxe atenção nacional para a prevalência de gangues prisionais supremacistas brancas.
Três irmãs de Byrd, que são Testemunhas de Jeová, divulgaram uma declaração conjunta dizendo: "Ter um ente querido torturado e linchado produziu uma sensação inimaginável de perda e dor. Como se responde a um ato tão brutal? Retaliação, discurso de ódio ou promoção de propaganda cheia de ódio nunca passou por nossas mentes. Pensamos: 'O que Jesus teria feito? Como ele teria respondido?' A resposta era cristalina. Sua mensagem teria sido de paz e esperança."
A família da vítima criou a Fundação James Byrd para a Cura Racial após sua morte. O astro do basquete Dennis Rodman pagou as despesas do funeral e deu à família de Byrd US$ 25.000. O promotor de lutas Don King deu aos filhos de Byrd US$ 100.000 para serem usados em suas despesas educacionais. No 25º aniversário da morte de Byrd, membros da família refletiram em uma entrevista de 2023 para o Texas Tribune que a arrecadação de fundos para a fundação tornou-se muito mais difícil à medida que o conhecimento sobre o assassinato de Byrd diminui; uma irmã refletiu que havia menos conscientização pública sobre o ódio na comunidade: "As pessoas não querem financiar porque acham que não há ódio no mundo", ela foi citada dizendo. Um repórter que visitou Jasper em 2018 observou que vários residentes negaram que a morte de Byrd tivesse qualquer relação com racismo ou crimes de ódio. Escrevendo para a revista Pacific Standard, John Savage disse:
... uma dúzia de residentes brancos me disse que o ódio racial não foi a principal motivação dos assassinos de Byrd. A maioria deles diz que o assassinato foi simplesmente o resultado de um negócio de drogas que deu errado. O advogado de King fez o mesmo argumento para a Quinta Corte de Apelações dos EUA ...
Em 7 de outubro de 1998, um episódio de Law & Order intitulado "DWB" (dirigir sendo negro) fez referência ao assassinato dentro da trama. No entanto, em vez de três supremacistas brancos, os assassinos eram três policiais brancos da cidade de Nova York. Na trama, os policiais param e prendem um homem negro sem motivo, e então o arrastam até a morte, após amarrá-lo ao carro.
Em 1999, o documentário Journey to a Hate Free Millennium foi lançado, destacando três crimes de ódio nos Estados Unidos: os tiroteios na Columbine High School; a morte de um estudante gay, Matthew Shepard; e o assassinato de Byrd. No mesmo ano, a cidade de Jasper nomeou um parque local como "James Byrd Jr. Memorial Park" em sua homenagem.
Em 2003, um filme sobre o crime, intitulado Jasper, Texas, foi produzido e exibido na Showtime. No mesmo ano, um documentário intitulado Two Towns of Jasper, feito pelos cineastas Marco Williams e Whitney Dow, estreou na série P.O.V. da PBS.
Enquanto trabalhava como DJ de rádio na estação WARW em Washington, DC, Doug Tracht (também conhecido como "Greaseman") fez um comentário depreciativo referente a Byrd após tocar a música "Doo Wop (That Thing)" de Lauryn Hill. O incidente de fevereiro de 1999 foi catastrófico para a carreira de rádio de Tracht, gerando protestos de ouvintes negros e brancos. Ele foi rapidamente demitido da WARW e perdeu sua posição como vice-xerife voluntário em Falls Church, Virginia.
Em maio de 2004, dois adolescentes brancos, Joshua Lee Talley e John Matthew Fowler, foram presos e acusados de vandalismo criminoso por profanárem o túmulo de Byrd com insultos raciais e palavrões. De acordo com um relatório de 2023 no Texas Tribune, o túmulo de Byrd foi profanado em pelo menos uma outra ocasião; como resultado das profanações, sua família colocou uma cerca de grade de ferro ao redor dele.

### Efeito na política dos EUA
Alguns grupos de defesa, como o Fundo Nacional de Eleitores da NAACP, fizeram do caso uma questão durante a campanha presidencial de George W. Bush em 2000. Eles acusaram Bush de racismo implícito, já que, como governador do Texas, ele se opôs à legislação de crimes de ódio. Bush, que também se opôs às leis federais de crimes de ódio após se tornar presidente, insistiu que "todos os crimes são crimes de ódio". Além disso, citando um compromisso anterior, Bush não compareceu ao funeral de Byrd. Como dois dos três assassinos foram sentenciados à morte e o terceiro foi condenado à prisão perpétua (todos os três foram acusados e condenados por assassinato capital, o nível mais alto de crime no Texas), o governador Bush afirmou: "não precisamos de leis mais duras". A 77ª Legislatura do Texas aprovou a Lei de Crimes de Ódio James Byrd Jr. Com a assinatura do Governador Rick Perry, que assumiu o restante do mandato não expirado de Bush, a lei tornou-se estadual no Texas em 2001. Em 2009, a Lei Matthew Shepard e James Byrd Jr. de Prevenção de Crimes de Ódio expandiu a lei federal de crimes de ódio de 1969 para incluir crimes motivados pelo gênero, orientação sexual, identidade de gênero ou deficiência real ou percebida da vítima.

### Homenagens musicais e poéticas
No álbum de 2001 Pieces of Me da cantora e compositora Lori McKenna, a música "Pink Sweater" é dedicada a Byrd; ela condena seus assassinos e faz referência às suas condenações à pena de morte com o refrão estridente, "Eu serei aquele com o suéter rosa, dançando quando você se for." Em 2010, o músico do Alabama Matthew Mayfield escreveu, gravou e lançou uma música em homenagem a Byrd. A faixa, intitulada "Still Alive", é a quarta do EP de Mayfield You're Not Home. "Still Alive" expressa claramente uma amargura em relação ao racismo e equipara tais crimes de ódio ao genocídio. "Tell Me Why", com Mary J. Blige, menciona Byrd no quarto álbum de Will Smith, Lost and Found. O filho de Byrd, Ross, gravou o álbum de rap Undeniable Resurrection e o dedicou a seu pai.
"Jasper", do Confrontation Camp, é a quinta faixa do álbum Objects in the Mirror Are Closer Than They Appear (2000). "Guitar Drag" do artista sonoro Christian Marclay é uma instalação de vídeo e som sobre o assassinato de James Byrd, na qual uma guitarra foi amarrada à traseira de um caminhão e arrastada por uma estrada, produzindo feedback e ruído. "I Heard 'Em Say" de Ryan Bingham trata do assassinato de Byrd e do clima racialmente carregado em Jasper após o crime (2012).
O assassinato de Byrd é o tema do poema "jasper texas 1998" de Lucille Clifton. A faixa "Eye 4 An Eye" do Geto Boys do álbum Da Good da Bad & da Ugly faz referência à maneira da morte de Byrd em seu segundo verso. A história do assassinato de Byrd, e a de Matthew Shepard, são contadas em um verso da música "Trouble the Waters" do Big Country em seu álbum Driving to Damascus.
O assassinato de Byrd é retratado no filme de Nia DaCosta de 2021 Candyman, apresentando-o ressuscitado como uma das almas presas na "colmeia" do Candyman: em sua forma de Candyman, com o crânio exposto, Byrd usa o gancho e os cabos envolvidos em seu assassinato para matar seus assassinos, ascendendo ao status de lenda. Retratado na cena pós-créditos do filme na forma de teatro de sombras, o assassinato de Byrd foi anteriormente destaque no curta promocional de mesmo nome de DaCosta em 2020.

## Leituras adicionais
- Smith, Jordan Michael (25 de outubro de 2022). «When is a lynching a lynching?» [Quando um linchamento é um linchamento?]. The Guardian (em inglês). [Apoiado pelo Pulitzer Center]. Consultado em 3 de julho de 2025 Análise do assassinato de Michael Ronnell Williams em Iowa em 2020 e a rejeição das autoridades de que foi motivado racialmente. James Byrd Jr. era primo de Williams e seu pai, James Byrd-Williams Sr.
- Croucher, Shane (20 de abril de 2019). «James Byrd Jr. Killer Faces Imminent Execution» [Assassino de James Byrd Jr. enfrenta execução iminente]. Newsweek (em inglês). Consultado em 3 de julho de 2025 Inclui informações sobre relatórios de crimes de ódio e atitudes políticas.
- Burch, Audra D. S. (9 de julho de 2018). «In Texas, a Decades-Old Hate Crime, Forgiven but Never Forgotten» [No Texas, um crime de ódio de décadas, perdoado, mas nunca esquecido]. The New York Times. Consultado em 3 de julho de 2025
- Ainslie, Ricardo (2004). Long Dark Road: Bill King and Murder in Jasper, Texas [Estrada Longa e Escura: Bill King e o Assassinato em Jasper, Texas]. [S.l.]: University of Texas Press
- King, Joyce (2002). Hate Crime: The Story of a Dragging in Jasper, Texas [Crime de Ódio: A História de um Arrastamento em Jasper, Texas]. [S.l.]: Pantheon
- Temple-Raston, Dina (6 de janeiro de 2002). A Death in Texas: A Story of Race, Murder, and Small Town's Struggle for Redemption [Uma Morte no Texas: Uma História de Raça, Assassinato e a Luta de uma Pequena Cidade por Redenção]. [S.l.]: Henry Holt and Co.